# Endeitoma perforata
Endeitoma perforata là một loài bọ cánh cứng trong họ Zopheridae. Loài này được Blackburn miêu tả khoa học năm 1888.